# Stephanie zu Guttenberg
Stephanie Freifrau von und zu Guttenberg (Munique, 24 de novembro de 1976, nascida von Bismarck-Schönhausen) é uma ativista alemã contra o abuso infantil. É presidente da secção alemã da sociedade protetora da infância Innocence in Danger, e nesta função é ativa como autora. É casada com o ex-Ministro da Defesa da Alemanha, Karl-Theodor zu Guttenberg.

## Publicações
- Stephanie zu Guttenberg, Anne-Ev Ustorf: Schaut nicht weg! Verlag Kreuz, Freiburg im Breisgau 2010, ISBN 978-3783134858.